# Brigham Young University Men's Volleyball 2013
Questa voce raccoglie le informazioni riguardanti la Brigham Young University Men's Volleyball nella stagione 2013.

## Stagione
La stagione 2013 è la seconda alla guida del programma per Chris McGown. All'interno del suo staff ci sono: Rob Neilson, alla settima stagione all'interno del programma, Mike Wilton, proveniente dal programma di pallavolo maschile della University of Hawaii at Manoa, e Carl McGown, ritornato nelle vesti di assistente allenatore del figlio Chris.
La rosa della squadra cambia notevolmente: dieci giocatori terminano o interrompono la propria carriera, tra i quali spiccano i nomi di Joseph Kauliakamoa e Va'afuti Tavana, entrambi diventati professionisti all'estero; mentre si registra l'ingresso di otto nuovi giocatori, tutti provenienti dalle scuole superiori, ad eccezione di Carson Heninger, proveniente da un'università canadese, la Mount Royal University.
La stagione si apre il 4 gennaio 2013 con la vittoria interna per 3-0 contro la University of Hawaii at Manoa. Nelle prime dieci gare del girone classificatorio, i Cougars disputano solo incontri casalinghi, collezionando otto vittorie e due sconfitte, contro la Lewis University e la California State University, Long Beach. La terza sconfitta arriva nel primo incontro in trasferta, giocato in casa della Pepperdine University. Segue un filotto di undici vittorie consecutive, interrotto in casa della University of California, Los Angeles con un netto 3-0. Lo stesso risultato si ripete in favore dei Cougars nelle due restanti gare del girone.
Con un record di 23 vittorie e 3 sconfitte il programma accede al torneo della Mountain Pacific Sports Federation come testa di serie numero 1, giocando tutti gli incontri in casa: i quarti di finale iniziano contro la stessa squadra con la quale è iniziato il girone classificatorio, i Rainbow Wahine della University of Hawaii at Manoa, superata con quale difficoltà col risultato di 3-2; in semifinale c'è la testa di serie numero 4, la University of California, Los Angeles, ultima squadra che aveva superato i Cougars durante il girone, ma ancora una volta è la Brigham Young University a spuntarla per 3-2; così nella finale contro la testa di serie numero 3 della California State University, Long Beach, arriva la vittoria della conference con un netto 3-0, che qualifica di diritto il programma alla post-season.
Nella final four giocata al Pauley Pavilion di Los Angeles i Cougars hanno la meglio della Pennsylvania State University, eliminata con un secco 3-0; durante la quinta finale della loro storia i Cougars vengono spazzati via per 3-0 dalla University of California, Irvine, squadra battuta per due volte in stagione durante il girone classificatorio della conference.
Nel corso della stagione il coach Chris McGown viene premiato come allenatore dell'anno sia dall'AVCA che dalla MPSF. Tra i giocatori si distinguono particolarmente Benjamin Patch e Taylor Sander, insigniti di numerosi premi, mentre gli altri Cougars che ottengono qualche riconoscimento sono Russell Lavaja, Ryan Boyce e Michael Hatch.

## Organigramma societario
Area direttiva
- Presidente: Tom Holmoe
- Direttore delle operazioni:

Area tecnica
- Allenatore: Chris McGown
- Assistente allenatore: Rob Neilson, Mike Wilton
- Assistente allenatore volontario: Carl McGown

## Rosa
| N° | Nome              | Ruolo | Data di nascita | Nazionalità sportiva | Anno      |
| -- | ----------------- | ----- | --------------- | -------------------- | --------- |
| 1  | Erik Mayer        | S/O   | ?               | Stati Uniti          | Senior    |
| 2  | Carson Heninger   | S/O   | ?               | Canada               | Freshman  |
| 3  | Ryan Boyce        | P     | ?               | Stati Uniti          | Senior    |
| 4  | Andrew Heap       | S     | ?               | Stati Uniti          | Junior    |
| 5  | Russell Lavaja    | C     | 7 agosto 1990   | Stati Uniti          | Senior    |
| 6  | Josué Rivera      | S     | 14 aprile 1992  | Porto Rico           | Sophomore |
| 7  | Phil Fuchs        | S/O   | ?               | Stati Uniti          | Sophomore |
| 8  | Nick Valencia     | C     | ?               | Stati Uniti          | Junior    |
| 9  | Tyler Heap        | P     | ?               | Stati Uniti          | Freshman  |
| 11 | Matt Underwood    | S     | ?               | Stati Uniti          | Freshman  |
| 12 | Jaylen Reyes      | L     | ?               | Stati Uniti          | Sophomore |
| 13 | Benjamin Patch    | S/O   | 21 giugno 1994  | Stati Uniti          | Freshman  |
| 14 | Bennett Bird      | S     | ?               | Stati Uniti          | Freshman  |
| 15 | Taylor Sander     | S     | 17 marzo 1992   | Stati Uniti          | Junior    |
| 17 | Joseph Grosh      | C     | ?               | Stati Uniti          | Freshman  |
| 18 | Sydney Howard     | P     | ?               | Stati Uniti          | Freshman  |
| 19 | Devin Young       | C     | ?               | Stati Uniti          | Junior    |
| 22 | Evan Chang        | L     | ?               | Stati Uniti          | Sophomore |
| 23 | Michael Hatch     | C     | ?               | Stati Uniti          | Freshman  |
| 24 | Steve Rindfleisch | S/O   | ?               | Stati Uniti          | Senior    |

## Mercato
| Acquisti | Acquisti        | Acquisti                      | Acquisti   |
| R.       | Nome            | da                            | Modalità   |
| -------- | --------------- | ----------------------------- | ---------- |
| S/O      | Carson Heninger | Mount Royal                   | definitivo |
| L        | Evan Chang      | Urban School of San Francisco | definitivo |
| P        | Tyler Heap      | Agoura High School            | definitivo |
| S/O      | Benjamin Patch  | Provo High School             | definitivo |
| S        | Bennett Bird    | Westview High School          | definitivo |
| C        | Joseph Grosh    | San Ramon Valley High School  | definitivo |
| P        | Robbie Sutton   | Rancho Bernardo High School   | definitivo |
| C        | Michael Hatch   | Agoura High School            | definitivo |

| Cessioni | Cessioni           | Cessioni        | Cessioni   |
| R.       | Nome               | a               | Modalità   |
| -------- | ------------------ | --------------- | ---------- |
| C        | Price Jarman       | -               | ritirato   |
| C        | Quentin Smith      | -               | ritirato   |
| P        | Joseph Kauliakamoa | Team Bratislava | definitivo |
| L        | Cory Jones         | -               | ritirato   |
| S/O      | Robb Stowell       | -               | ritirato   |
| P        | Leo Durkin         | -               | ritirato   |
| S        | Tyler Albertson    | -               | ritirato   |
| C        | Va'afuti Tavana    | Piacenza        | definitivo |
| S/O      | Shane Tye          | -               | ritirato   |
| C/O      | Cameron Clifford   | -               | ritirato   |

## Risultati

### Division I NCAA

#### Regular season

##### Girone
| 4 gennaio 2013 Smith Fieldhouse, Provo         | Brigham Young       | 3 - 0 | Hawaii              | 25-18, 25-22, 25-17               |
| 5 gennaio 2013 Smith Fieldhouse, Provo         | Brigham Young       | 3 - 1 | Hawaii              | 25-21, 25-21, 24-26, 25-20        |
| 11 gennaio 2013 Smith Fieldhouse, Provo        | Brigham Young       | 2 - 3 | Lewis               | 25-21, 25-19, 20-25, 18-25, 9-15  |
| 12 gennaio 2013 Smith Fieldhouse, Provo        | Brigham Young       | 3 - 0 | Lewis               | 25-22, 25-16, 25-14               |
| 18 gennaio 2013 Smith Fieldhouse, Provo        | Brigham Young       | 3 - 1 | UC Irvine           | 25-20, 25-23, 19-25, 25-22        |
| 19 gennaio 2013 Smith Fieldhouse, Provo        | Brigham Young       | 3 - 0 | UC San Diego        | 25-15, 25-19, 25-23               |
| 1º febbraio 2013 Smith Fieldhouse, Provo       | Brigham Young       | 2 - 3 | CSU Long Beach      | 23-25, 25-19, 18-25, 25-16, 10-15 |
| 2 febbraio 2013 Smith Fieldhouse, Provo        | Brigham Young       | 3 - 1 | CSU Northridge      | 25-15, 25-22, 22-25, 25-23        |
| 7 febbraio 2013 Smith Fieldhouse, Provo        | Brigham Young       | 3 - 2 | UC Santa Barbara    | 21-25, 25-18, 25-13, 25-27, 15-9  |
| 9 febbraio 2013 Smith Fieldhouse, Provo        | Brigham Young       | 3 - 0 | UC Los Angeles      | 25-22, 25-15, 25-23               |
| 15 febbraio 2013 Firestone Fieldhouse, Malibù  | Pepperdine          | 3 - 2 | Brigham Young       | 25-13, 25-22, 23-25, 22-25, 15-9  |
| 16 febbraio 2013 Galen Center, Los Angeles     | Southern California | 1 - 3 | Brigham Young       | 18-25, 25-17, 22-25, 18-25        |
| 22 febbraio 2013 Smith Fieldhouse, Provo       | Brigham Young       | 3 - 0 | Pacific             | 25-20, 25-20, 25-15               |
| 23 febbraio 2013 Smith Fieldhouse, Provo       | Brigham Young       | 3 - 2 | Stanford            | 23-25, 25-23, 21-25, 25-21,15-13  |
| 1º marzo 2013 Bren Events Center, Irvine       | UC Irvine           | 2 - 3 | Brigham Young       | 25-22, 26-24, 23-25, 23-25, 11-15 |
| 2 marzo 2013 RIMAC Arena, La Jolla             | UC San Diego        | 0 - 3 | Brigham Young       | 20-25, 25-27, 15-25               |
| 8 marzo 2013 Smith Fieldhouse, Provo           | Brigham Young       | 3 - 0 | California Baptist  | 25-13, 25-21, 25-20               |
| 9 marzo 2013 Smith Fieldhouse, Provo           | Brigham Young       | 3 - 1 | California Baptist  | 20-25, 27-25, 26-24, 25-23        |
| 22 marzo 2013 Matadome, Los Angeles            | CSU Northridge      | 0 - 3 | Brigham Young       | 20-25, 22-25, 21-25               |
| 23 marzo 2013 Walter Pyramid, Long Beach       | CSU Long Beach      | 0 - 3 | Brigham Young       | 22-25, 13-25, 15-25               |
| 28 marzo 2013 Smith Fieldhouse, Provo          | Brigham Young       | 3 - 1 | Pepperdine          | 25-15, 23-25, 25-23, 25-18        |
| 30 marzo 2013 Smith Fieldhouse, Provo          | Brigham Young       | 3 - 0 | Southern California | 25-14, 25-15, 26-24               |
| 5 aprile 2013 Thunderdome, Santa Barbara       | UC Santa Barbara    | 2 - 3 | Brigham Young       | 25-20, 20-25, 25-18, 21-25, 13-15 |
| 6 aprile 2013 Pauley Pavilion, Los Angeles     | UC Los Angeles      | 3 - 0 | Brigham Young       | 23-25, 19-25, 20-25               |
| 12 aprile 2013 Alex G. Spanos Center, Stockton | Pacific             | 0 - 3 | Brigham Young       | 21-25, 23-25, 19-25               |
| 13 aprile 2013 Maples Pavilion, Stanford       | Stanford            | 0 - 3 | Brigham Young       | 28-30, 18-25, 21-25               |

##### Torneo MPSF
| 20 aprile 2013 - Quarti di finale Smith Fieldhouse, Provo | Brigham Young #1 | 3 - 2 | Hawaii #8         | 25-19, 20-25, 22-25, 25-12, 15-13 |
| 25 aprile 2013 - Semifinale Smith Fieldhouse, Provo       | Brigham Young #1 | 3 - 2 | UC Los Angeles #4 | 23-25, 21-25, 25-18, 26-24, 15-10 |
| 27 aprile 2013 - Finale Smith Fieldhouse, Provo           | Brigham Young #1 | 3 - 0 | CSU Long Beach #3 | 28-26, 25-22, 25-22               |

#### Post-season
| 2 maggio - Semifinale Pauley Pavilion, Los Angeles | Brigham Young #1 | 3 - 0 | Penn State #4 | 25-21, 25-16, 25-22 |
| 4 maggio - Finale Pauley Pavilion, Los Angeles     | Brigham Young #1 | 0 - 3 | UC Irvine #2  | 23-25, 22-25, 24-26 |

## Statistiche

### Statistiche di squadra
| Competizione    | Punti | In casa | In casa | In casa | In trasferta | In trasferta | In trasferta | Campo neutro | Campo neutro | Campo neutro | Totale | Totale | Totale |
| Competizione    | Punti | G       | V       | P       | G            | V            | P            | G            | V            | P            | G      | V      | P      |
| --------------- | ----- | ------- | ------- | ------- | ------------ | ------------ | ------------ | ------------ | ------------ | ------------ | ------ | ------ | ------ |
| NCAA Division I | .806  | 19      | 17      | 2       | 10           | 8            | 2            | 1            | 1            | 2            | 26     | 5      | 31     |
| Totale          | .806  | 19      | 17      | 2       | 10           | 8            | 2            | 1            | 1            | 2            | 26     | 5      | 31     |

G = partite giocate; V = partite vinte; P = partite perse

### Statistiche dei giocatori
| Giocatore      | Division I NCAA | Division I NCAA | Division I NCAA | Division I NCAA | Division I NCAA | Totale | Totale | Totale | Totale | Totale |
| Giocatore      | P               | PT              | AV              | MV              | BV              | P      | PT     | AV     | MV     | BV     |
| -------------- | --------------- | --------------- | --------------- | --------------- | --------------- | ------ | ------ | ------ | ------ | ------ |
| B. Bird        | -               | -               | -               | -               | -               | -      | -      | -      | -      | -      |
| R. Boyce       | 113             | 54              | 9               | 38              | 7               | 113    | 54     | 9      | 38     | 7      |
| E. Chang       | 16              | 0               | 0               | 0               | 0               | 16     | 0      | 0      | 0      | 0      |
| P. Fuchs       | 25              | 43.5            | 36              | 5.5             | 2               | 25     | 43.5   | 36     | 5.5    | 2      |
| J. Grosh       | -               | -               | -               | -               | -               | -      | -      | -      | -      | -      |
| M. Hatch       | 63              | 104.5           | 55              | 44.5            | 5               | 63     | 104.5  | 55     | 44.5   | 5      |
| A. Heap        | 8               | 8               | 5               | 3               | 0               | 8      | 8      | 5      | 3      | 0      |
| T. Heap        | 28              | 12              | 3               | 7               | 2               | 28     | 12     | 3      | 7      | 2      |
| C. Heninger    | -               | -               | -               | -               | -               | -      | -      | -      | -      | -      |
| S. Howard      | -               | -               | -               | -               | -               | -      | -      | -      | -      | -      |
| R. Lavaja      | 97              | 229             | 166             | 58              | 5               | 97     | 229    | 166    | 58     | 5      |
| E. Mayer       | 5               | 0               | 0               | 0               | 0               | 5      | 0      | 0      | 0      | 0      |
| B. Patch       | 116             | 488.5           | 418             | 52.5            | 18              | 116    | 488.5  | 418    | 52.5   | 18     |
| J. Reyes       | 116             | 1               | 1               | 0               | 0               | 116    | 1      | 1      | 0      | 0      |
| S. Rindfleisch | 41              | 0.5             | 0               | 0.5             | 0               | 41     | 0.5    | 0      | 0.5    | 0      |
| J. Rivera      | 104             | 290             | 228             | 43              | 19              | 104    | 290    | 228    | 43     | 19     |
| T. Sander      | 117             | 550.5           | 461             | 47.5            | 42              | 117    | 550.5  | 461    | 47.5   | 42     |
| M. Underwood   | 6               | 6               | 3               | 3               | 0               | 6      | 6      | 3      | 3      | 0      |
| N. Valencia    | 5               | 3.5             | 0               | 1.5             | 2               | 5      | 3.5    | 0      | 1.5    | 2      |
| D. Young       | 82              | 156             | 104             | 42              | 10              | 82     | 156    | 104    | 42     | 10     |

P = presenze; PT = punti totali; AV = attacchi vincenti; MV = muri vincenti; BV = battute vincenti

## Premi individuali
- Chris McGown:

AVCA Division I NCAA National coach of the year
MPSF Coach of the Year
- Taylor Sander:

AVCA Division I NCAA All-America First Team,
MPSF Player of the Year,
All-MPSF First Team
National All-Tournament Team
- Benjamin Patch:

AVCA Division I NCAA Newcomer of the year,
MPSF Player of the year,
AVCA Division I NCAA All-America First Team
All-MPSF First Team
All-MPSF Freshman Team
National All-Tournament Team
- Russell Lavaja:

AVCA Division I NCAA All-America Second Team
All-MPSF First Team
- Ryan Boyce:

All-MPSF Second Team
- Michael Hatch:

All-MPSF Freshman Team